# Reserva Isla Huemul
La reserva Isla Huemul está ubicada en la isla homónima, en al lago Nahuel Huapi, en cercanías de la ciudad de San Carlos de Bariloche, en la provincia de Río Negro, en la región noroeste de la Patagonia argentina. La protección del área tiene como objetivo la preservación de las instalaciones en las que en 1949 se iniciaron las acciones del primer desarrollo nuclear argentino.

## Características generales
El área protegida se extiende sobre una superficie de unas 74 ha caracterizadas ambientalmente como bosque andino patagónico, en torno a la posición 41°07′S 71°24′O / -41.117, -71.400. Abarca la totalidad de la isla Huemul y las pequeñas isla Gaviotas e isla Gallinas, en el lago Nahuel Huapi.
El nombre de la isla resultó de una confusión debida a la paronimia entre el apellido ‹Huenul› (algunas veces escrito ‹Güenul›) del que fuera un cacique habitante del lugar, y el nombre de un pequeño ciervo propio de la zona llamado huemul.
Fue creada en el año 1988, mediante la disposición municipal 073-C-88, posteriormente actualizada y reglamentada en el año 2011. Inicialmente, el objetivo fue preservar el patrimonio cultural histórico constituido por las ruinas de las instalaciones donde se inició el primer desarrollo nuclear argentino.
La construcción de dichas instalaciones hacia mediados del siglo XX perturbaron profundamente el ambiente de la isla, pero su posterior abandono, sumado al hecho de que la isla no fue afectada por otras actividades humanas de alto impacto, permitieron la recuperación del ecosistema.
En junio de 2016 la Universidad del Comahue presentó el plan de manejo de la reserva que incluye a los islotes Gaviotas y Gallinas al área protegida de la Isla Huemul, Este plan resalta los aspectos ambientales y la riqueza natural de la zona, además de los valores históricos.
La reserva se encuentra dentro del parque nacional Nahuel Huapi.

## Flora y fauna
La isla presenta bosques de ciprés de la cordillera (Austrocedrus chilensis) y grandes coihues (Nothofagus dombeyi), como especies vegetales de gran porte más significativas.
Si bien no se ha dado a conocer el resultado de los relevamientos de la fauna, se estima que la isla puede albergar algunos ejemplares del amenazado huillín (Lontra provocax). La presencia de aves es significativa e incluye ejemplares de la paloma araucana (Columba araucana), la cachaña (Enicognathus ferrugineus), el carpintero gigante (Campephilus magellanicus), el rayadito (Aphrastura spinicauda), el huet huet (Pteroptochos tarnii), el zorzal patagónico (Turdus falcklandii) y el tordo patagónico (Curaeus curaeus), entre otros.